# Берк, Питер
Пи́тер Бёрк (англ. Peter Burke; род. 16 августа 1937, Стэнмор, Великобритания) — британский историк культуры, медиевист, также специалист по истории культуры нового и новейшего времени. Член Европейской академии.

## Биография
Бёрк родился в семье католика и крещёной еврейки. Учился в иезуитском училище и в Колледже Святого Иоанна при Оксфордском университете, где его учителями были Кейт Томас и Хью Тревор-Ропер. Был соискателем Ph.D в Колледже Святого Антония при Оксфордском университете.
В 1962—1979 годах работал в Школе европейских исследований Сассекского университета в качестве преподавателя и старшего преподавателя.
Затем перешёл на работу в Эммануил-колледж Кембриджского университета, где получил звание профессора истории культуры. Здесь же он работал библиотекарем и архивистом.
Ведёт колонку, посвящённую вопросам культуры, в бразильской газете Folha de Sao Paulo.
Член Королевского исторического общества Великобритании.

## Семья
Жена — историк Мария Луция Гарсия Палларес-Берк (порт. Maria Lúcia Garcia Pallares-Burke), научный сотрудник Центра латиноамериканских исследований Кембриджского университета.

## Научная деятельность
В 1960-х годах занимался историей культуры итальянского Возрождения.
В 1970-х годах занимался изучением популярной культуры.
В 1980-х годах исследовал вопросы связанные с исторической антропологией.
В 1990-х годах перешёл к изучению истории языкознания, образу Людовика XIV в общественном сознании и бразильской культуре в XX веке.
Питер Берк является автором 25 монографий, в том числе двух в соавторстве. Его труды переведены на 30 языков.

## Научные труды
- Peter Burke The Italian Renaissance (1972)
- Peter Burke Popular Culture in Early Modern Europe (1978)
- Peter Burke Sociology and History (1980)
- Peter Burke The Renaissance (1987)
- Peter Burke The French Historical Revolution: The Annales School 1929-89 (1990)
- Peter Burke History and Social Theory (1991)
- Peter Burke The Fabrication of Louis XIV (1992)
- Peter Burke The Art of Conversation (1993)
- Peter Burke Varieties of cultural history (1997)
- Peter Burke The European Renaissance: Centres and Peripheries (1998)
- Peter Burke A Social History of Knowledge (2000)
- Peter Burke Eyewitnessing (2000)
- Peter Burke New perspectives on historical writing (2001) (соавтор и редактор-)
- Peter Burke, Asa Briggs A Social History of the Media: From Gutenberg to the Internet (2002)
- Peter Burke What is Cultural History? (2004)
  - Что такое культуральная история? — Высшая школа экономики, 2016. — 240 с. — (Исследования культуры)
- Peter Burke Languages and Communities in Early Modern Europe (2004)
- Peter Burke, Maria Lúcia Garcia Pallares-Burke Gilberto Freyre: Social Theory in the Tropics (2008)
- Peter Burke Cultural Hybridity (2009)
- Peter Burke A Social History of Knowledge Volume II: From the Encyclopedie to Wikipedia (2012)
- Peter Burke What is the History of Knowledge? (2015)
- Peter Burke The Polymath: A Cultural History from Leonardo da Vinci to Susan Sontag (2020)